# Eduardo Nakayama

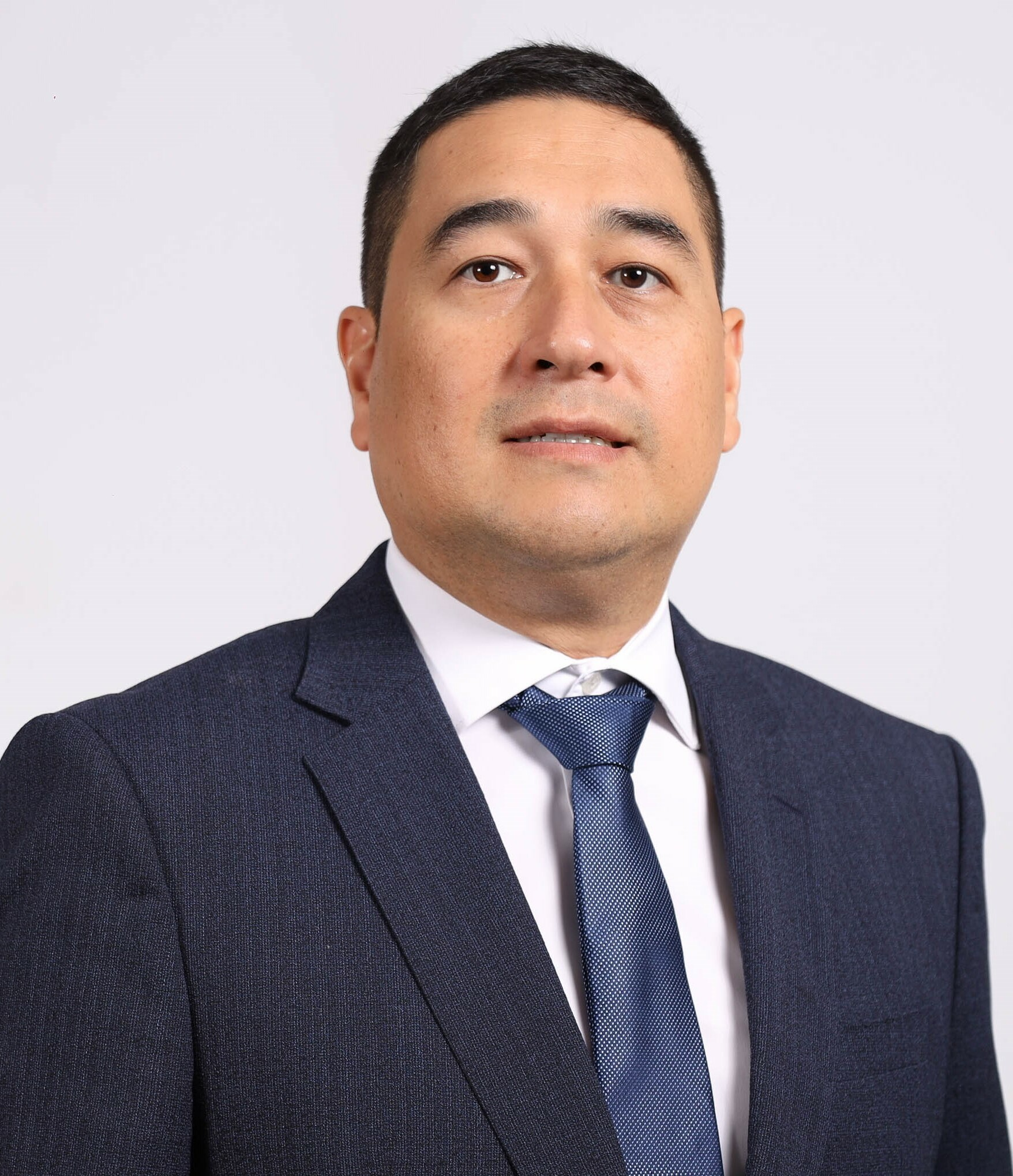
Eduardo Nakayama (2023)

Eduardo Hirohito Nakayama Rojas (* 13. August 1979 in Asunción) ist ein paraguayischer Politiker der Authentischen Radikal-Liberalen Partei PLRA (Partido Liberal Radical Auténtico), der unter anderem seit 2023 Mitglied des Senats (Senado de Paraguay) ist.

## Leben
Eduardo Hirohito Nakayama Rojas, Sohn des Militärarztes Mateo Nakayama Nakashima und der Englischlehrerin Margarita Rojas Escobar de Nakayama, absolvierte nach dem Besuch des Colegio Cristo Rey ein Studium der Rechtswissenschaften an der Fakultät für Rechts- und Sozialwissenschaften der Universidad Nacional de Asunción (UNA) und nahm nach dessen Abschluss eine Tätigkeit als Rechtsanwalt auf. Einen Führungslehrgang für Strategie am Hochschulinstitut für strategische Studien IAEE (Instituto de Altos Estudios Estratégicos), der früheren Nationalen Kriegshochschule (Colegio Nacional de Guerra), beendete er mit einem Diplom. Darüber hinaus absolvierte er postgraduale Studiengänge für Versicherungsrecht an der Universität Salamanca in Salamanca sowie für Management an der Universität Belgrano in Argentinien. Nach ersten Berufserfahrungen bei dem japanischen Unternehmen Nisho Iwai Corp. (1998) und ETICA International (1999) wurde er 2000 Mitarbeiter des Versicherers Grupo General de Seguros S.A. und war dort nacheinander von 2000 bis 2002 Schadensregulierer, zwischen 2002 und 2003 Wiederherstellungsmanager, von 2003 bis 2007 Regionalleiter in Ciudad del Este, der zweitgrößten Stadt des Landes, ehe er zwischen 2007 und 2023 kaufmännischer Leiter, interner Rechtsberater und Generalbevollmächtigter der Grupo General de Seguros S.A. war. Er war ferner Inhaber des Beratungsunternehmens Consultora Nakayama, Gründer des Instituts für Versicherungsrecht (Instituto de Derecho de Seguros) und engagierte sich als Mitglied der paraguayischen Sektion der Internationalen Gesellschaft für Versicherungsrecht AIDA (International Association of Insurance Law). Zudem unterrichtete er als Professor für Handelsrecht an der Universidad Técnica de Comercialización y Desarrollo in Ciudad del Este sowie an der Universidad Privada del Este in Hernandarias sowie als Professor für die Geschichte politischer Ideen an der UNA.
Nakayama gründete 2016 die Blaue Erneuerungsbewegung (Movimiento Renovación Azul) innerhalb der Authentischen Radikal-Liberalen Partei PLRA (Partido Liberal Radical Auténtico). 2018 schloss er ein postgraduales Studium der Geschichte an der Universidade de Passo Fundo in Brasilien mit einem Master mit einer Arbeit über den Tripel-Allianz-Krieg mit dem Titel Cañones y acorazados la campaña de Humaitá (1866-1868) en la Guerra de la Triple Alianza ab.
2021 kandidierte er für die Allianz Gemeinsam für Asunción (Alianza Juntos por Asunción) erfolglos für das Amt des Bürgermeisters von Asunción. Bei der Parlamentswahl am 30. April 2023 wurde er für den Partido Liberal Radical Auténtico im Hauptstadtdistrikt Asunción für eine fünfjährige Legislaturperiode erstmals zum Mitglied des Senats (Senado de Paraguay) gewählt, dem Oberhaus des Nationalkongresses (Congreso Nacional de la República del Paraguay). Zurzeit ist er in der Sitzungsperiode 2023/2024 Mitglied der Ausschüsse für Verfassungsfragen, Landesverteidigung und öffentliche Gewalt (Comisión de Asuntos Constitucionales, Defensa Nacional y Fuerza Pública), für Außenbeziehungen und internationale Angelegenheiten (Comisión de Relaciones Exteriores y Asuntos Internacionales) sowie für Gesetzgebung, Kodifizierung, Justiz und Arbeit (Comisión de Legislación, Codificación, Justicia y Trabajo).
Aus seiner Ehe mit der Bankmanagerin Gilda Velásquez gingen vier Kinder hervor.

## Veröffentlichungen
Nakayama hat Forschungen und Veröffentlichungen in in- und ausländischen wissenschaftlichen Fachzeitschriften sowie Büchern zu Politik, Geopolitik, Wirtschaft und paraguayischer Geschichte sowie der historischen und kulturellen Entwicklung Paraguays durchgeführt. Zu seinen Werken gehören:
- La fortaleza de Humaitá. La Sebastopol de América, Servilibro, Asunción 2015
- Cañones y acorazados la campaña de Humaitá (1866–1868) en la Guerra de la Triple Alianza, Master-Arbeit, Universidade de Passo Fundo, 2018
- Paraguay y Japón. Cien años de relaciones diplomáticas (1919–2019), Mitautor Kuni Hashimoto Amarilla, Editorial Tiempo de Historia, Asunción 2019